# Andineeme
Andineeme – wieś w Estonii, w prowincji Harju, w gminie Kuusalu.